# Rowton (Telford and Wrekin)
Rowton – wieś w Anglii, w hrabstwie ceremonialnym Shropshire, w dystrykcie (unitary authority) Telford and Wrekin. Leży 16 km na północny wschód od miasta Shrewsbury i 220 km na północny zachód od Londynu. Rowton jest wspomniana w Domesday Book (1086) jako Routone.